# Phalera argentea
Phalera argentea är en fjärilsart som beskrevs av Skala. 1946. Phalera argentea ingår i släktet Phalera och familjen tandspinnare. Inga underarter finns listade i Catalogue of Life.